# 汤姆·威廉斯
汤姆·威廉斯（英語：Tom Williams，1940年4月17日—1992年2月8日），美国男子冰球运动员，场上位置是前锋。他曾代表美国国家队参加1960年冬季奥林匹克运动会冰球比赛，获得一枚金牌。